# Pardosa basiri
Pardosa basiri är en spindelart som först beskrevs av Sarah Creecie Dyal 1935.  Pardosa basiri ingår i släktet Pardosa och familjen vargspindlar.
Artens utbredningsområde är Pakistan. Inga underarter finns listade i Catalogue of Life.